# منصورة خوجاستي باقرزادة
منصورة خوجاستي باقرزادة (بالفارسية: منصوره خجسته باقرزاده) (مواليد 1947) هي زوجة علي خامنئي، المرشد الأعلى لإيران.

## حياتها
ولدت في عائلة فارسية دينية في مشهد. والدها هو محمد إسماعيل خوجاستي باقرزادة، رجل أعمال مشهور في مشهد. وهي أيضًا شقيقة حسن خوجاستي باقرزادة، نائب مدير هيئة الإذاعة والتلفزيون الإيرانية السابق. التقت لأول مرة بعلي خامنئي في حفل خاص في عام 1964، ثم تزوجا في العام التالي. وقد قرأ خطبتهما العلامة آية الله محمد هادي الميلاني.
لديهما أربع أبناء وابنتين. أولادهم حسب الترتيب هم: مصطفى، مجتبى، مسعود، ميثم، بشرى، وهدى:
- مصطفى مشغول في الغالب بالدراسات الحوزوية. تزوج من ابنة عزيز الله خوشواغت.
- مجتبى، الذي يتمتع بشهرة إعلامية وسياسية واسعة في البلاد، هو صهر غلام علي حداد عادل.
- تزوج مسعود من ابنة السيد محسن خرازي وله علاقة عائلية مع كمال وصادق خرازي.
- وتزوج ميثم أيضًا من ابنة محمود لولاتشيان، أحد تجار البازار الديني في طهران. كما يتعاون السيد مسعود مع المكتب لحفظ ونشر أعمال "قائد الثورة".
- تزوجت بشرى من ابن محمد محمدي الكلبايكاني.
- وتزوجت هدى أيضًا من ابن محمد باقر باقري.